# Marathon (romanzo)
Marathon è un romanzo storico di Andrea Frediani pubblicato nel 2011.

## Trama
480 a.C. La flotta greca, ancorata di fronte al Capo Artemision, a pochi chilometri in linea d'aria dalle Termopili, spia con attenzione i movimenti delle navi persiane. La tensione è alta tra l'equipaggio: si attende con ansia l'esito dello scontro tra gli uomini del gran re Serse e quelli del sovrano spartano Leonida. Il poeta Eschilo, in servizio su una nave come oplita, riceve la visita di una donna bella e misteriosa: un'esule ateniese che gli ricorderà la storia della battaglia di Maratona, svoltasi un decennio prima. Una battaglia che il poeta conosce bene perché vi ha partecipato e perché su quel campo ha visto morire suo fratello. Così le memorie dei due interlocutori s'intrecciano, ricostruendo nei particolari il primo combattimento campale tra greci e persiani, ma soprattutto quel che accadde subito dopo, quando gli araldi dovettero correre fino ad Atene per comunicare la vittoria greca, prima che i sostenitori dei persiani aprissero le porte della città agli invasori. 

## Edizioni
- Andrea Frediani, Marathon - La battaglia che ha cambiato la storia, Oscar Grandi Bestsellers, Mantova, Newton Compton Editori, 2011,  p. 320, ISBN 978-88-541-3221-4.

- Andrea Frediani, Marathon - La battaglia che ha cambiato la storia, collana Gli Insuperabili, tascabile, Mantova, Newton Compton Editori, 2012,  p. 320, ISBN 978-88-541-3729-5.

## Curiosità
Marathon ha avuto anche una trasposizione a fumetti su graphic novel, anch'essa edita dalla Newton Compton Editori, con i disegni di Lucio Perrimezzi e Massimiliano Veltri.